# نبرد در کوهستان
نبرد در کوهستان فیلمی به کارگردانی کامل رستم‌بایف و محصول سال ۱۹۶۷ کشور اتحاد جماهیر شوروی است.